# Byłem księdzem
Byłem księdzem – pamiętniki napisane przez byłego księdza Romana Kotlińskiego (opublikowane pod pseudonimem Roman Jonasz), wydane w formie trzech tomów w latach 1997, 1998 i 1999.
W skład trylogii „Byłem księdzem” wchodzą:
- Prawdziwe oblicze Kościoła katolickiego w Polsce[2]
- Owce ofiarami pasterzy[3]
- Owoce zła[4]

## Treść
Część I to wspomnienia autora opisujące okres w jego życiu od wstąpienia w 1986 r. do seminarium duchownego we Włocławku do jego rezygnacji z kapłaństwa w 1996 r.
Część II stanowi kontynuację wątków z części pierwszej.
Część III to zbiór czterech autentycznych historii, afer i skandali z Kościołem w tle.

## Publikacja
Pierwsze wydanie książki Byłem księdzem. Prawdziwe oblicze Kościoła katolickiego w Polsce. Część I miało miejsce w 1997 r. i ukazało się nakładem wydawnictwa Glass Plast. Pozostałe dwie części, Owce ofiarami pasterzy i Owoce zła, zostały wydane przez wydawnictwo Niniwa w latach 1998 i 1999.

## Odbiór
Początkowo książka stanowiąca tom 1 nie wzbudziła dużego zainteresowania. Jednak po zamieszczeniu wywiadu z autorem w „Super Expressie” stała się bestsellerem, osiągając nakład 600 tys. egz. Łączny nakład wszystkich 3 tomów osiągnął milion egzemplarzy.